# Занд на Мајни
Занд на Мајни (њем. Sand am Main) општина је у њемачкој савезној држави Баварска. Једно је од 26 општинских средишта округа Хасберге. Према процјени из 2010. у општини је живјело 3.171 становника. Посједује регионалну шифру (AGS) 9674195.

## Географски и демографски подаци
Занд на Мајни се налази у савезној држави Баварска у округу Хасберге. Општина се налази на надморској висини од 227 метара. Површина општине износи 12,3 km². У самом мјесту је, према процјени из 2010. године, живјело 3.171 становника. Просјечна густина становништва износи 257 становника/km².